# Teebee
Teebee nebo DJ Teebee (* 19. května 1976) je norský DJ a drum and bassový hudebník. Jeho pravé jméno je Torgeir Byrknes. Svou dráhu DJe zahájil v roce 1990 a svou první desku vydal roku 1996. Byl jedním z prvních drum and bassových hudebníků, kteří nepocházeli ze Spojeného království. Koncem 90. let se stal jedním z jeho hlavních evropských průkopníků.

## Diskografie

### Alba
- Black Science (1999)
- Black Science Labs (2000)
- Through the Eyes of a Scorpion (2001)
- The Legacy (2004)
- Anatomy, Momentum Music (2007)

### DJské mixy
- DJ TeeBee & K Present: The Deeper Side of Drum and Bass (2001)
- Carpe Diem (2006)
- Subliminal (2006)